# Hypocoela magica
Hypocoela magica là một loài bướm đêm trong họ Geometridae.